# Каширін Борис Михайлович
Борис Михайлович Каширін (27 квітня 1920, Великий Бобрик, Сумський повіт — 4 липня 1992, Київ) — радянський театральний актор, народний артист РРФСР.

## Біографія
Борис Михайлович Каширін народився 27 квітня 1920 року в селі Великий Бобрик Сумського повіту (нині Сумська область). Після школи навчався в Ленінградському автотехнічному училищі. Брав участь у Німецько-радянській війні у 1941—1945 роках, служив шофером на Карельському і Забайкальському фронтах.
У 1950 році закінчив Київський інститут театрального мистецтва імені В. Карпенка-Карого (курс Костянтина Павловича Хохлова). У 1950—1952 роках грав у Київському російському драматичному театрі ім. Лесі Українки.
З 1952 року працював у Калінінському драматичному театрі, де зустрівся з режиссеером С. Ф. Владичанським. Коли в 1957 році Владичанського запросили головним режисером до Омського обласного драматичного театру, переїхав разом з ним.
З 1957 року до кінця життя виступав в Омському театрі драми. Як художник, йому були властиві загострене суспільне відчуття себе в мистецтві, енергія творення, справжнє творче горіння.
Помер 4 липня 1992 року в Омську, похований на Старому Північному кладовищі.

### Родина
- Дружина — акторка Олена Олександрівна Аросєва (1923—2016), заслужена артистка РРФСР, старша сестра Ольги Аросєвої (1925—2013). Зустрілися 31 грудня 1956 року, коли були артистами Омського театру[1].
- Син — Олександр Борисович Аросєв-Каширін (нар. 1961), лікар, графік.

## Нагороди та премії
- Заслужений артист РРФСР (23.10.1963).
- Народний артист РРФСР (3.12.1971).
- Державна премія РРФСР імені К. С. Станіславського (1973) — за роль Плетньова у виставі «Солдатська вдова» Н. П. Анкілова (1972)

## Роботи в театрі

### Київський театр ім. Лесі Українки
- «Вороги» М. Горького — Синцов
- «Живий труп» Л. Толстого — Пєтушков
- «Совість» Ю. Чепуріна — Ожогін

### Калінінський драмтеатр
- "На дні М. Горького — Медведєв
- «Бабка» М. Бараташвілі — Бичико
- «Чортовий млин» В. Штока — Вельзевул
- «Доктор» Б. Нушича — Мілорд

### Омський театр драми
- «Дачники» М . Горького — Басов
- «Варвари» М. Горького — Циганов
- "На дні М. Горького — Лука
- «Діти сонця» М. Горького — Протасов
- «Міщани» М . Горького — Бессеменов
- «Два дурня» Н. Хікмета і В. Тулякової — Леонід Сергійович
- «Лисиця й виноград» Р. Фігейреду — Езоп
- «Директор» Ю. М. Нагібіна — Зворикін
- «Конармія» за Ісаком Бабелем — Хлєбніков
- «Енергійні люди» Василя Шукшина — Аристарх
- «Бесіди при ясному місяці» В. М. Шукшина — Гліб Капустін
- «Три сестри» А. П. Чехова — Кулигін
- «Клоп» В. В. Маяковського — Баян
- «Палата» С. І. Альошина — Прозоров
- «Солдатська вдова» М. Анкілова — Плетньов
- «Смерть Іоанна Грозного» А. К. Толстого — Іван Грозний
- «Людина з Ламанчі» Д. Вассермана і Д. Деріона, музика М. Лі  — Санчо Панса
- «Село Степанчиково і його мешканці» за Ф. М. Достоєвським — Фома Опіскін
- «Нашестя» Л. М. Леонова — Фаюнін
- «Безприданниця» А. Н. Островського — Кнуров
- «Із записок Лопатіна» К. М. Симонова — Лопатін
- «Йшов старий від баби» А. Злотнікова — Порогін